# كيث مارشال
كيث مارشال (بالإنجليزية: Keith Marshall)‏ هو لاعب كرة قدم أمريكية أمريكي، ولد في 16 فبراير 1994 في رالي في الولايات المتحدة.

## وصلات خارجية
- كيث مارشال على موقع الاتحاد الدولي لألعاب القوى (الإنجليزية)
- كيث مارشال على موقع مرجع كرة القدم المحترفة.كوم (الإنجليزية)